# Craig Goldy
Craig Goldy (La Mesa, 6 novembre 1961) è un chitarrista statunitense.
Nato a San Diego, California, prima di ottenere fama mondiale per il suo ruolo di chitarrista con Ronnie James Dio, milita in diverse band tra le quali i Giuffria e i Rough Cutt, in questi ultimi prende il posto di Jake E. Lee, che in quel periodo viene reclutato come chitarrista di Ozzy Osbourne. Sempre con i Rough Cutt registra un demo prodotto da Ronnie James Dio.
Con Dio suona nell'album 'Dream Evil' e nel precedente album live, ma ben presto per motivi sconosciuti lascia la band. In seguito tornerà a suonare con Dio nel 2000 sull'album 'Magica' e il successivo tour, inizia a anche a registrare il successivo Killing the Dragon, ma per motivi familiari è costretto a lasciare nuovamente il gruppo e viene rimpiazzato da Doug Aldrich. Ritorna quindi per la terza volta alla corte di Ronnie James Dio per le registrazioni del suo ultimo album in studio Master of the Moon del 2004.
Nel febbraio 2008 si unisce alla storica band Budgie per il loro tour australiano.
Nel 2011 entra a far parte della super-band tributo a Ronnie James Dio "Dio Disciples" assieme a Simon Wright, Rudy Sarzo, Scott Warren e l'ex Judas Priest Tim "Ripper" Owens.

## Discografia

### Con i Giuffria
- 1984 – Giuffria

### Con i Dio

#### Album in studio
- 1986 - Time To Burn" on Intermission EP
- 1987 - Dream Evil
- 2000 - Magica
- 2004 - Master of the Moon

#### Live
- 1986 – Intermission

### Come solista
- 1993 – Insufficient Therapy
- 1995 – Better Late Than Never